# Agrostis blasdalei
Agrostis blasdalei là một loài thực vật có hoa trong họ Hòa thảo. Loài này được Hitchc. mô tả khoa học đầu tiên năm 1928.

## Hình ảnh

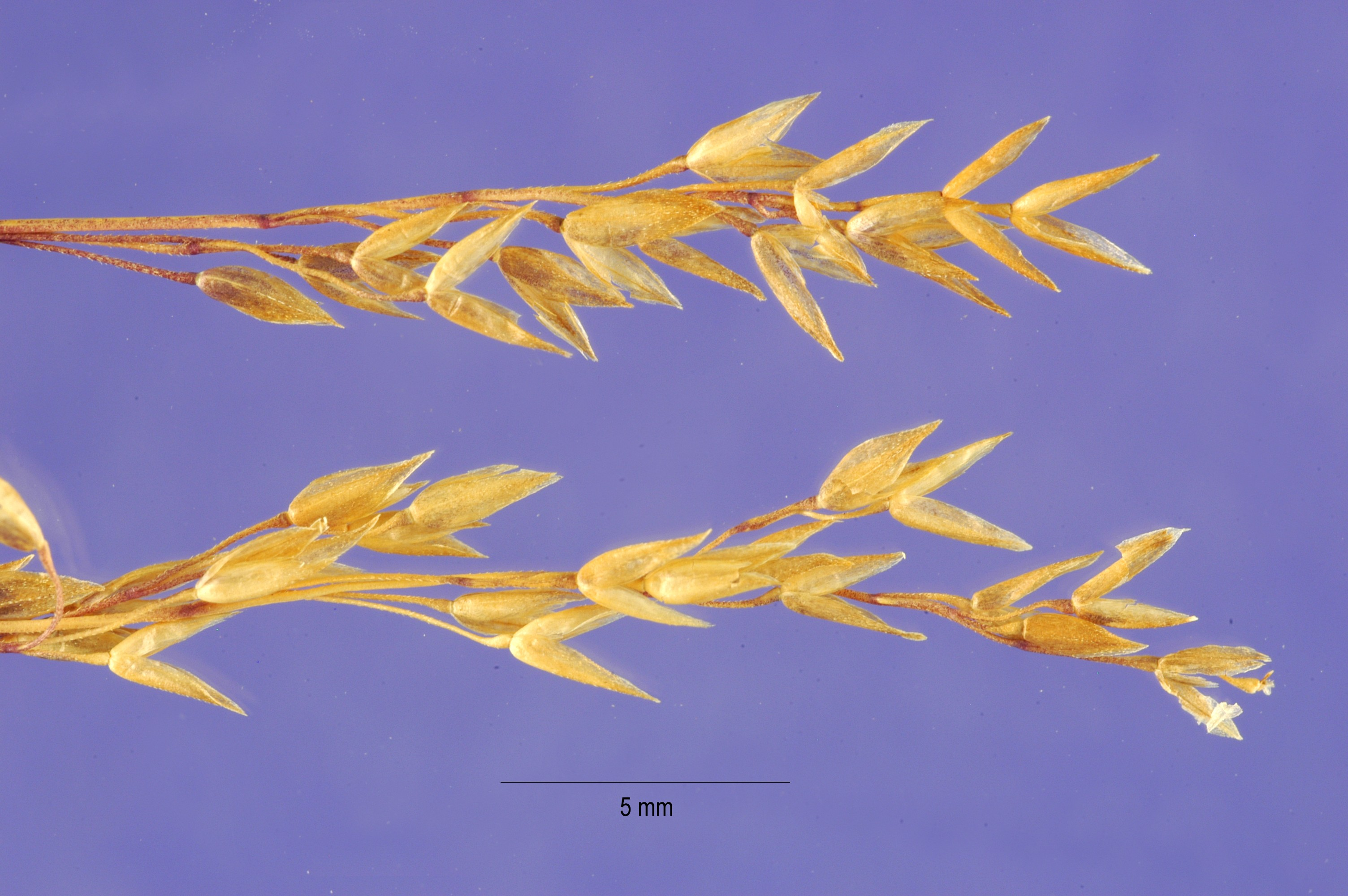
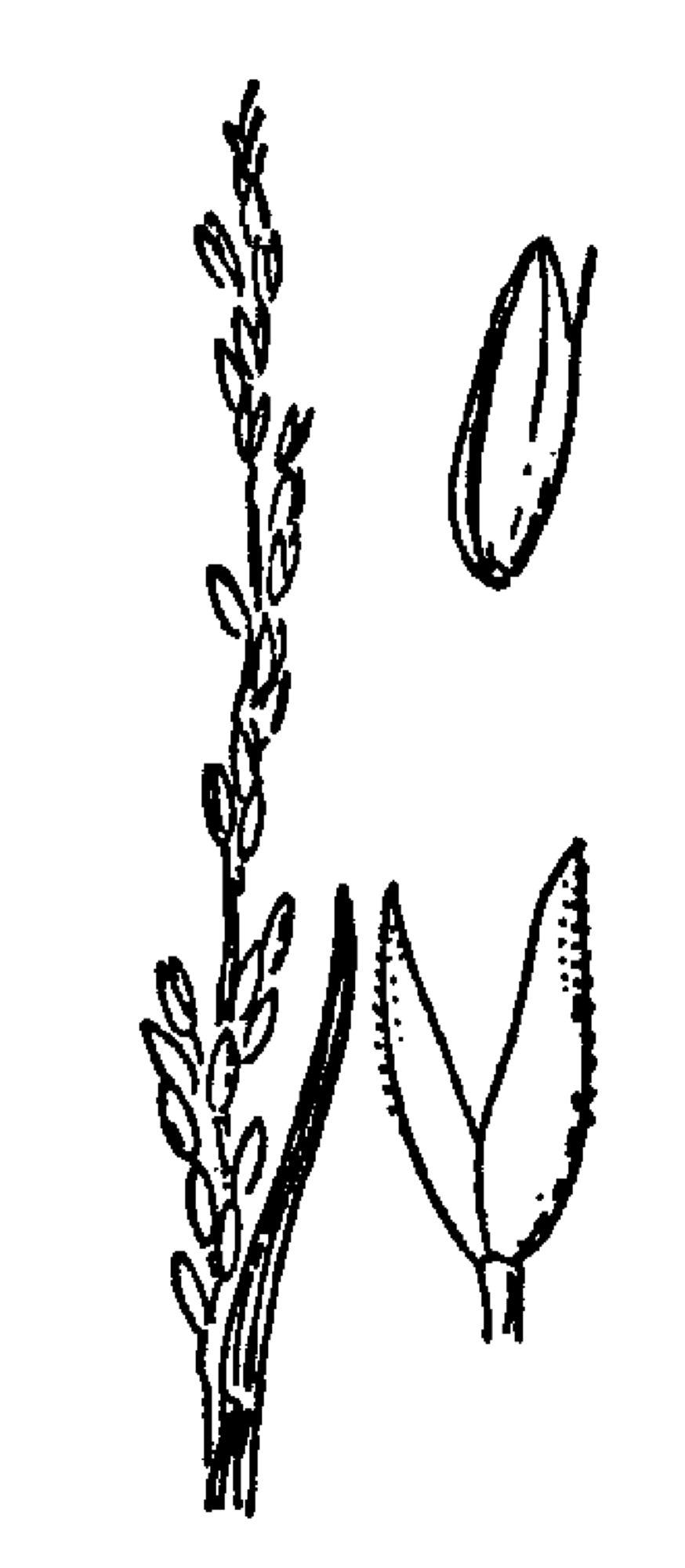